# Cicănești
Cicănești – wieś w Rumunii, w okręgu Ardżesz, w gminie Cicănești. W 2011 roku liczyła 506 mieszkańców.